# Ufo361

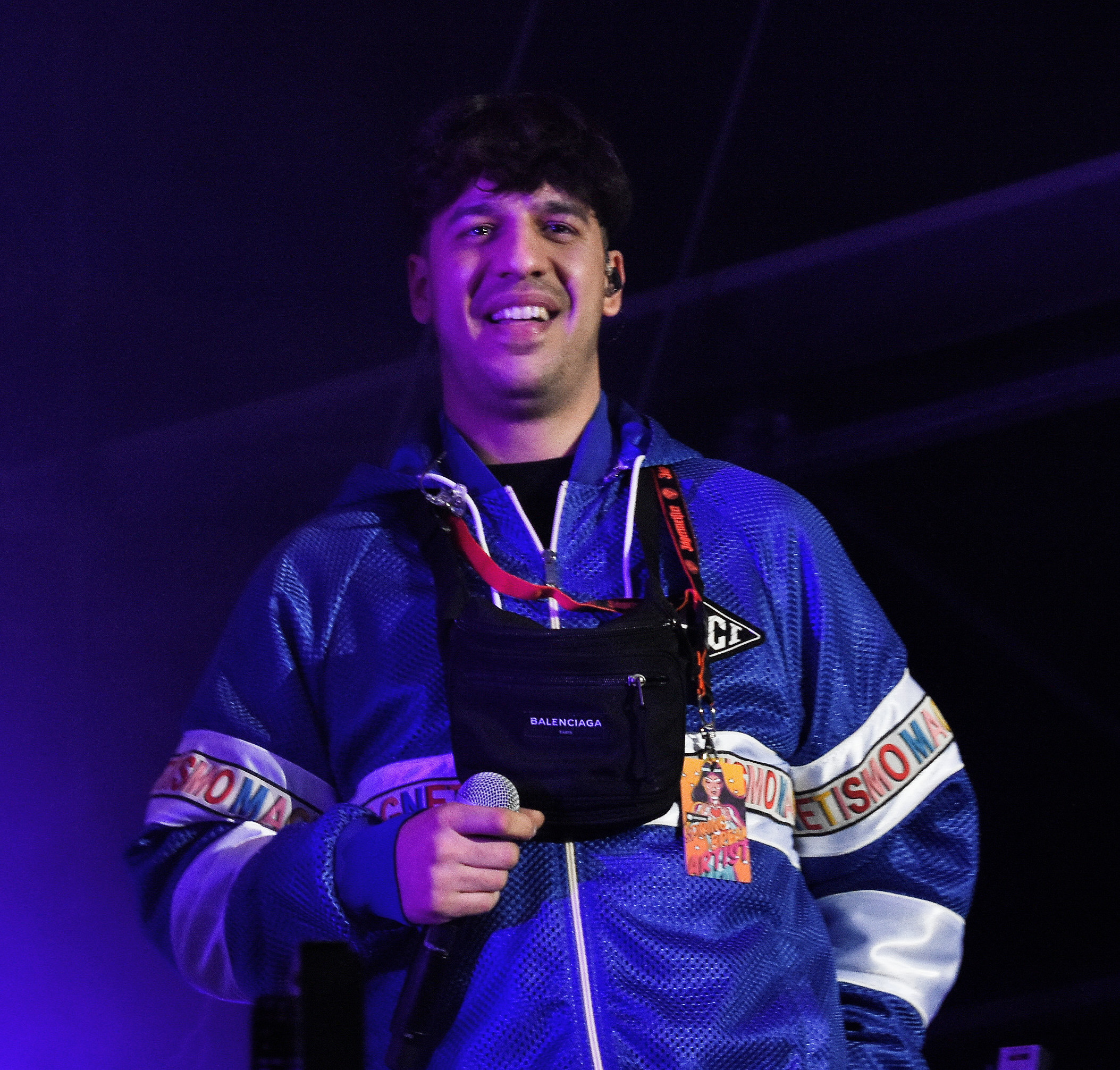
Ufo361 live beim Sputnik Spring Break 2018

Ufo361 (* 28. Mai 1988 in West-Berlin; bürgerlich Ufuk Bayraktar) ist ein deutscher Rapper mit türkischen Wurzeln.

## Leben und Karriere
Ufo361 wuchs im Berliner Bezirk Kreuzberg auf. In Berlin lernte er die Hip-Hop-Szene kennen und begann als Sprayer bei der THC Crew. Sein Künstlername setzt sich aus seinem Vornamen (Ufuk) und den ehemaligen Bezirken Kreuzbergs (36/61) zusammen.
Über seine Gang lernte er den Rapper Said kennen, der ihn 2010 zu seinem Label Hoodrich holte. Zusammen mit Said und dem Produzenten KD-Supier formierte er das Trio Bellini Boyz. Nach einer EP mit dem Trio erschien 2012 Ufo361s erste Solo-EP Bald ist dein Geld meins.
2014 erschien schließlich sein Debütalbum Ihr seid nicht allein über das Label Hoodrich. Nach dem Album gingen Said und er getrennte Wege. Nach Gerüchten, dass er zu Haftbefehls Azzlackz-Label wechseln sollte, begann er seine Musik in Eigenregie zu veröffentlichen. September 2015 erschien das Video Ich bin ein Berliner, das sich zum Szenehit mauserte. Insbesondere der viralen Verbreitung durch Hip-Hop-Künstler wie Fler, der 187 Strassenbande sowie dem Azzlackz-Camp um Haftbefehl war es zu verdanken, dass Ufo361 ohne bei einer großen Plattenfirma unter Vertrag zu sein populär wurde. Zudem wurde Ufo361 bei einem Auftritt der 187 Strassenbande in der Berliner Columbiahalle auf die Bühne geholt, um seinen Szenehit zusammen mit ihnen zu performen. Im Frühjahr 2016 erschien das Mixtape Ich bin ein Berliner, das sich auf Platz 57 der deutschen Albencharts platzierte. Im Herbst 2016 folgte die Fortsetzung Ich bin 2 Berliner, die Platz 13 erreichte. Am 28. April 2017 erschien sein Mixtape Ich bin 3 Berliner. Im selben Monat gründete Ufo361 sein eigenes Label Stay High. Am 13. April 2018 erschien sein Studioalbum 808, welches ein zuvor unbekanntes Klangbild von Ufo enthielt. Das Album chartete in den deutschen und österreichischen Albencharts auf Platz 1. Am 17. August 2018 erschien sein fünftes Album VVS, das erstmals englischsprachige Features enthielt (Quavo, Rich the Kid). VVS landete auf Platz 2 in den deutschen Albencharts und in Österreich auf Platz 1. Am 25. Juli 2018 erklärte Ufo361 via Instagram, dass er nach VVS seine aktive Musikkarriere beendet. Grund sei hauptsächlich seine Familie.

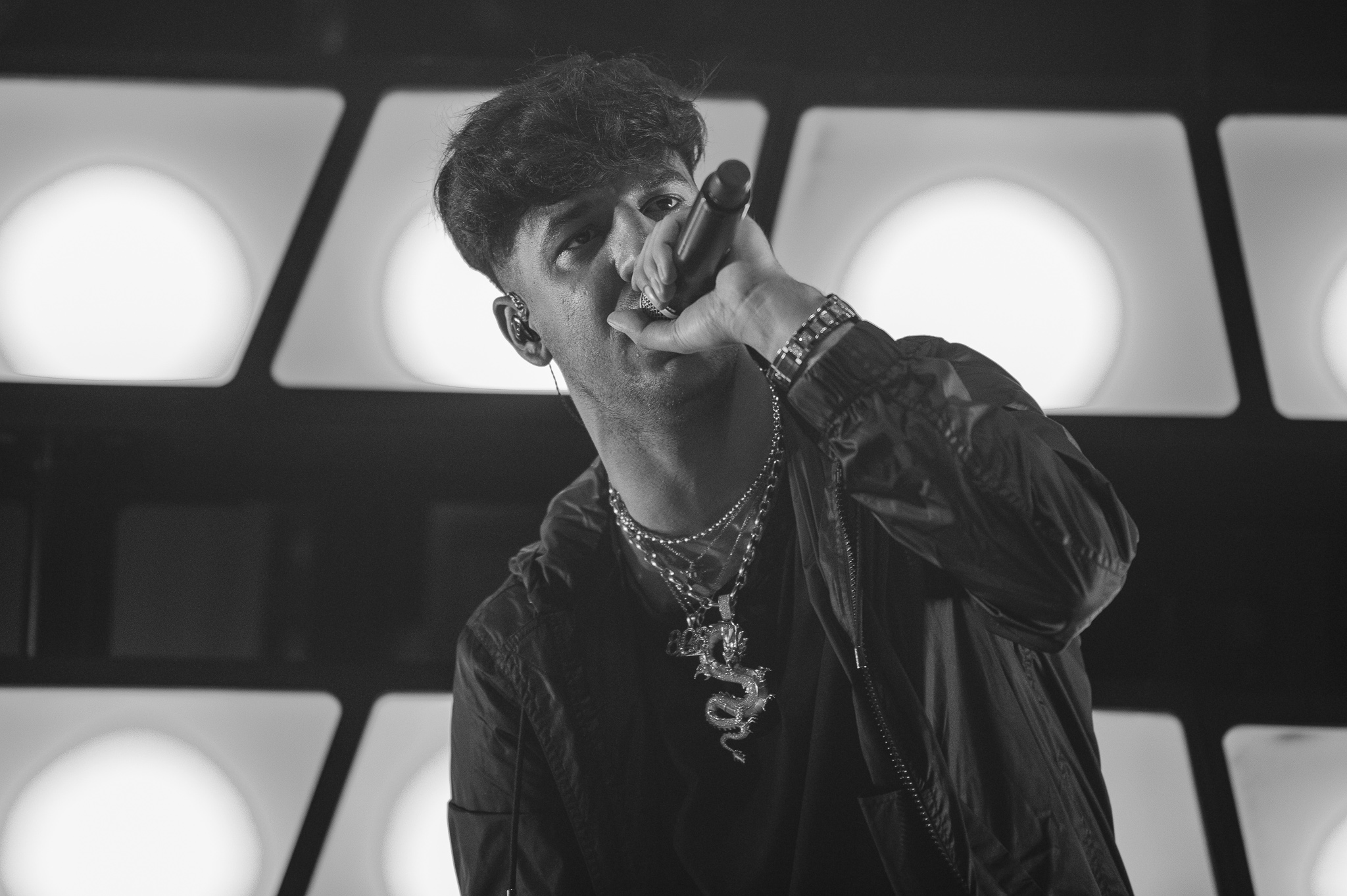
Ufo361 (2018)

Am 17. März 2019 veröffentlichte er Pass auf wen du liebst und beendete damit seine musikalische Abstinenz. Dies war schon vorher auf Instagram zu erkennen, da dort Videos von Albumproduktionen hochgeladen wurden. Außerdem teilte er dort mit, dass er mit einem neuen Album namens Wave zurückkommen werde. Mit diesem Album erreichte er Platz 1 in den deutschen Charts. Im Juni 2019 nahm Ufo361 den damals 15-jährigen Berliner Rapper Data Luv als erstes Signing bei seinem Label Stay High unter Vertrag. Der erste gemeinsame Song Shot wurde sowohl in Deutschland als auch in Österreich mit einer goldenen Schallplatte ausgezeichnet. Am 17. Januar 2020 veröffentlichte Ufo361 den Song Big Drip gemeinsam mit dem amerikanischen Rapper Future, der als Koryphäe im Bereich des Trap-Hip-Hops gilt. Ein gemeinsamer Song mit Future galt seit Beginn seiner Karriere als ein Traum Bayraktars, was er auch in mehreren seiner Lieder thematisierte. Im April 2020 veröffentlichte er den Song Emotions als Solo-Single. Mit der deutschen Sängerin und Rapperin Céline nahm er eine Fortsetzung mit dem Titel Emotions 2.0 auf, wonach das Gesamtwerk zu Bayraktars erstem Nummer-eins-Hit in Deutschland avancierte. Drei Monate nach der Veröffentlichung von Rich Rich veröffentlichte Ufo361 den Song Playlist und kündigte wenig später sein nächstes Album Nur für Dich an. Das Album erschien am 2. Oktober 2020. Anfang Januar 2021 veröffentlichte er seine nächste Single NO HUGS, die nach seinem gleichnamigen Modelabel benannt ist. Das dazugehörige Album Stay High erschien am 30. April 2021. Knapp einen Monat danach, im Mai 2021, erschien die nächste Single, Favourite Artist. Darauf folgte Bayraktars nächstes Album, das am 3. September 2021 veröffentlicht wurde und den Titel Destroy All Copies trägt. Am 3. März 2023 erschien das Album Love My Life, das unter anderem Features mit Offset und Gunna enthält. Sein Mixtape Sony erschien am 4. Januar 2024 mit weiteren bekannten Künstlern wie Ken Carson, Destroy Lonely und Lancey Foux. Der Name beruht auf dem Wechsel von Ufo361 mit seinem eigens gegründeten Label Stay High zu Sony Music.

## Musikstil
Ufo361 begann mit Old-School-HipHop und nahm mit der Zeit immer mehr Elemente des Traps und des Cloud Raps in seine Musik auf. Dabei zeigte er sich vor allem von Futures Südstaaten-Rap begeistert und begann einen ähnlich repetitiven Stil zu entwickeln, wie es Future auf Tony Montana tat.

## Diskografie
Studioalben

| Jahr | Titel Musiklabel               | Höchstplatzierung, Gesamtwochen, AuszeichnungChartplatzierungen (Jahr, Titel, Musiklabel, Platzierungen, Wochen, Auszeichnungen, Anmerkungen) | Höchstplatzierung, Gesamtwochen, AuszeichnungChartplatzierungen (Jahr, Titel, Musiklabel, Platzierungen, Wochen, Auszeichnungen, Anmerkungen) | Höchstplatzierung, Gesamtwochen, AuszeichnungChartplatzierungen (Jahr, Titel, Musiklabel, Platzierungen, Wochen, Auszeichnungen, Anmerkungen) | Anmerkungen                             |
| Jahr | Titel Musiklabel               | DE | AT | CH | Anmerkungen                             |
| ---- | ------------------------------ | --- | --- | --- | --------------------------------------- |
| 2014 | Ihr seid nicht allein Hoodrich | — | — | — | Erstveröffentlichung: 15. August 2014   |
| 2018 | 808 Stay High                  | DE1 (19 Wo.)DE | AT1 (10 Wo.)AT | CH2 (5 Wo.)CH | Erstveröffentlichung: 13. April 2018    |
| 2018 | VVS Stay High                  | DE2 (7 Wo.)DE | AT1 (5 Wo.)AT | CH2 (3 Wo.)CH | Erstveröffentlichung: 17. August 2018   |
| 2019 | Wave Stay High                 | DE1 (21 Wo.)DE | AT2 (27 Wo.)AT | CH3 (11 Wo.)CH | Erstveröffentlichung: 9. August 2019    |
| 2020 | Rich Rich Stay High            | DE1 (14 Wo.)DE | AT1 (15 Wo.)AT | CH2 (11 Wo.)CH | Erstveröffentlichung: 24. April 2020    |
| 2021 | Stay High                      | DE1 (6 Wo.)DE | AT1 (6 Wo.)AT | CH1 (5 Wo.)CH | Erstveröffentlichung: 30. April 2021    |
| 2021 | Destroy All Copies Stay High   | DE2 (8 Wo.)DE | AT2 (6 Wo.)AT | CH3 (6 Wo.)CH | Erstveröffentlichung: 3. September 2021 |
| 2023 | Love My Life Stay High         | DE2 (4 Wo.)DE | AT1 (4 Wo.)AT | CH3 (4 Wo.)CH | Erstveröffentlichung: 3. März 2023      |
| 2024 | Nur für dich 2 Stay High       | DE3 (6 Wo.)DE | AT4 (5 Wo.)AT | CH4 (4 Wo.)CH | Erstveröffentlichung: 25. Oktober 2024  |

## Auszeichnungen
Hiphop.de Awards
- 2018: „Bester Song national“ für Standard (KitschKrieg feat. Trettmann, Gringo, Ufo361 & Gzuz)[24]
- 2020: „Bester Rap-Solo-Act national“[25]
- 2020: „Bestes Album national“ für Rich Rich[25]
- 2021: „Bestes Video national“ für Ryu (Regie: Max von Gumpenberg)[26]